# Seznam funkcionalistických staveb v Ostravě

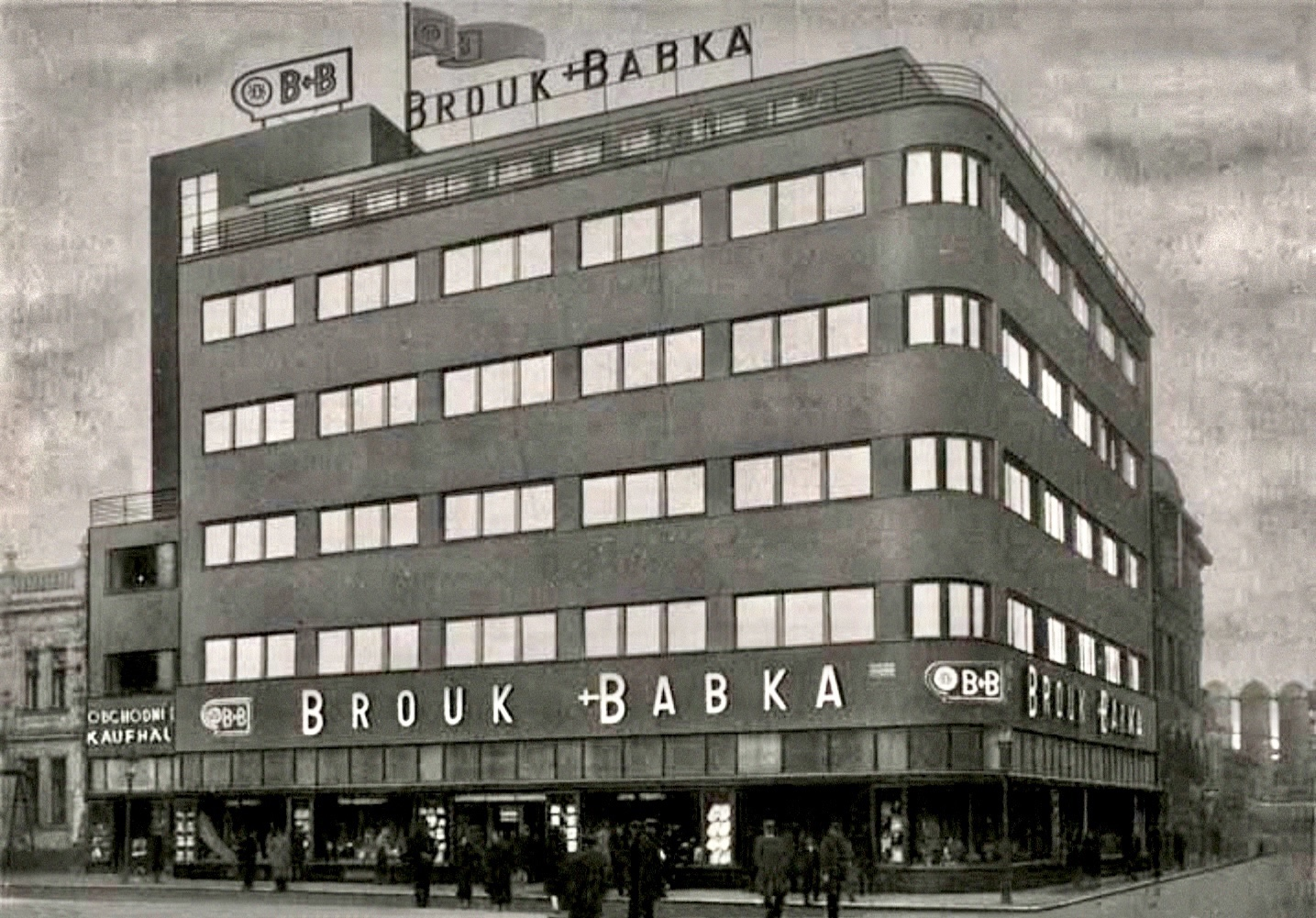
Obchodní dům Brouk a Babka na soudobé fotografii

Seznam funkcionalistických staveb v Ostravě představuje výčet architektonicky významných staveb funkcionalismu na území města Ostravy.
Připojením 6 obcí v roce 1924 Moravská Ostrava zpětinásobila svoji rozlohu a přerod v moderní velkoměsto potvrdil i regulační plán urbanisty Vladimíra Zákrejse. I přes hospodářskou krizi na přelomu 20. a 30. let město zaznamenávalo rozvoj moderní architektury, mimo jiné díky místním autorům Ernstu Kornerovi a Karlu Kotasovi, jehož stavby mají rysy funkcionalismu i moderního klasicismu. Obchodní domy zde stavěli i Marie Frommerová, Bohuslav Fuchs a Erich Mendelsohn, vily Lubomír a Čestmír Šlapetové. Za druhé světové války bylo město hojně bombardováno, a tak v rámci poválečné obnovy vznikl v Ostravě prostor k novým stavbám. V roce 1947 vytvořil tým architektů Jiří Štursa, Oldřich Slabý, Jaroslav Turek, Anna Friedlová a Vladimír Meduna projekt funkcionalistického sídliště pro 7600 obyvatel. Vzniklo však jen torzo a po roce 1950 byl projekt sídliště – pod novým příznačným názvem Stalingrad – přepracován podle zásad socialisticko-realistického historismu.

## Seznam
| Název                                            | Obrázek                                                    | Umístění                                                                                      | Architekt                                                                  | Rok       | Poznámky                          |
| Obchodní dům Brouk a Babka                       | Obchodní dům Brouk a Babka, dnes Dům knihy Librex          | Moravská Ostrava Smetanovo náměstí 8 49°49′57″ s. š., 18°17′25″ v. d.                         | Karel Kotas                                                                | 1928–1930 | V současnosti Dům knihy Librex.   |
| Obchodní dům Bachner                             | Obchodní dům Bachner, dnes Obchodní dům Prior              | Moravská Ostrava Zámecká 18 49°50′6″ s. š., 18°17′24″ v. d.                                   | Erich Mendelsohn                                                           | 1930–1933 | V současnosti obchodní dům Prior. |
| Obchodní dům Pešat                               | Obchodní dům Pešat                                         | Moravská Ostrava Masarykovo nám. 14 49°50′10″ s. š., 18°17′35″ v. d.                          | Bohuslav Fuchs                                                             | 1932      | [ 2 ]                             |
| Vila Karla Urbánka                               |                                                            | Slezská Ostrava Bukovanského 23 49°50′55″ s. š., 18°17′47″ v. d.                              | Lubomír Šlapeta                                                            | 1934      | [ 3 ]                             |
| Rodinný dům Františka Opavského                  |                                                            | Mariánské Hory Tvorkovských 10 49°49′46″ s. š., 18°15′35″ v. d.                               | Bohuslav Fuchs                                                             | 1934      | [ 4 ]                             |
| Kostel sv. Josefa Don Bosco                      | Kostel svatého Josefa Don Bosco                            | Moravská Ostrava Vítkovická ul. 49°49′39″ s. š., 18°16′42″ v. d.                              | Václav Nekvasil                                                            | 1934–1937 | [ 5 ]                             |
| Vila JUDr. Eduarda Lisky                         | Vila Eduarda Lisky                                         | Slezská Ostrava Čedičová 8 49°50′35″ s. š., 18°17′56″ v. d.                                   | Lubomír Šlapeta                                                            | 1935–1936 | [ 5 ] [ 6 ]                       |
| Stadion Vítkovického horního a hutního těžířstva |                                                            | Vítkovice Závodní ul. 49°48′15″ s. š., 18°15′17″ v. d.                                        | Jaroslav Kincl, Lev Krča, Stanislav Tobek                                  | 1937–1939 | V současnosti Městský stadion.    |
| Generální ředitelství Severní dráhy Ferdinandovy | Generální ředitelství Severní dráhy Ferdinandovy, dnes OKD | Moravská Ostrava Prokešovo nám. 6 49°50′31″ s. š., 18°17′20″ v. d.                            | Karel Kotas                                                                | 1939      | V současnosti sídlo OKD.          |
| Vzorné sídliště „U Bělského lesa“                | Vzorové sídliště „U Bělského lesa“                         | Zábřeh nad Odrou Gončarovova, Kpt. Vajdy, Pavlovova, Rodinná 49°47′45″ s. š., 18°14′30″ v. d. | Jiří Štursa, Otakar Slabý, Vladimír Meduna, Anna Friedlová, Jaroslav Turek | 1946–1951 | [ 7 ]                             |